# Weissia seligeri
Weissia seligeri là một loài rêu trong họ Pottiaceae. Loài này được (F. Weber & D. Mohr) Wahlenb. mô tả khoa học đầu tiên năm 1812.